# 中華獵獸屬
中華獵獸屬（屬名：Sinophoneus）又譯中國獵獸，是合弓綱獸孔目的一屬，屬於恐頭獸亞目的安蒂歐獸科。屬名意為「中國的獵人」。
化石是一個部分頭顱骨，頭顱骨長35公分，身長估計約2公尺。化石發現於中國甘肅省玉門市的大山口，該地屬於西大溝組，地質年代約2億6500萬年前，相當於二疊紀中期的沃德階或開匹坦階。